# 齋藤エリナ
齋藤 エリナ（さいとう エリナ、Elina Saito 、2002年12月26日 - ）は日本の女性ファッションモデル。

## 生い立ち
日本人の父とドイツ人の母を持ち、フランス、日本で育つ。国籍は日本とドイツ。

## 人物
日本語、英語、フランス語、ドイツ語、スペイン語を話す。弟は、モデルのNoah(ボン イマージュ所属)

## MAGAZINE
- VOGUE JAPAN
- 25ans
- ファッション販売

## SHOW
Paris
- Y/PROJECT SS2022
- MAME KUROGUCHI AW2022

Tokyo
- DIESEL FW2022
- FUMIE TANAKA AW2022

## 広告
- no3

## WEB
- 25ans.jp 連載
- bagjack